# Cheshmeh Teymūrī
Cheshmeh Teymūrī (persiska: Cheshmeh-ye Teymūrī, چشمه تیموری) är en ort i Iran.   Den ligger i provinsen Khorasan, i den nordöstra delen av landet, 900 km öster om huvudstaden Teheran. Cheshmeh Teymūrī ligger 757 meter över havet och antalet invånare är 238.
Terrängen runt Cheshmeh Teymūrī är platt söderut, men norrut är den kuperad.Runt Cheshmeh Teymūrī är det ganska glesbefolkat, med 35 invånare per kvadratkilometer. Närmaste större samhälle är Şāleḩābād, 17,4 km sydost om Cheshmeh Teymūrī. Omgivningarna runt Cheshmeh Teymūrī är i huvudsak ett öppet busklandskap.